# Alihan Smaiylov
Alihan Ashanuly Smaiylov (kazajo: Әлихан Асқанұлы Смайылов, romanizado: Älïhan Asķanůlı Smayılov; Alma Ata, 18 de diciembre de 1972) es un político kazajo que ostentó el cargo de primer ministro de Kazajistán entre 2022 y 2024. Anteriormente, ejerció el cargo de vice primer ministro de Kazajistán bajo Askar Mamin. Al mismo tiempo, se desempeñó como ministro de Finanzas desde septiembre de 2018 hasta mayo de 2020.

## Biografía

### Primeros años y educación
Smaiylov nació en la ciudad de Alma Ata (ahora Almaty) en la República Socialista Soviética de Kazajistán. En 1994, se graduó de la Universidad Nacional de Kazajistán Al-Farabi con una licenciatura en matemáticas aplicadas y luego, en 1996, de la Universidad KIMEP, donde obtuvo una maestría en administración pública.

### Carrera
En 1993, se convirtió en empleado del Fondo de Inversión y Privatización A-Invest. Desde 1995, Smaiylov fue el especialista principal del Departamento de Comercio e Industria de la Administración de la Ciudad de Alma Ata. En 1996, se desempeñó como aprendiz del Consejo Económico Supremo bajo la presidencia de Kazajistán. De agosto de 1996 a febrero de 1998, Smaiylov fue subdirector y luego jefe del Departamento de la Agencia Nacional de Estadística de Kazajistán.
En 1998, fue vicepresidente del Comité de Estadísticas y Análisis de la Agencia de Planificación Estadística y Reformas de Kazajistán. De 1998 a 1999, Smaiylov se desempeñó como experto en jefe, jefe del sector del departamento, inspector estatal de la Administración Presidencial de Kazajistán. De agosto a noviembre de 1999, Smaiylov fue inspector estatal del Departamento de Organización y Control de la Administración Presidencial. Ese mismo año, se convirtió en presidente de la Agencia de Estadísticas de Kazajistán.
En 2003, Smaiylov fue nombradoviceministro de Relaciones Exteriores hasta que asumió el cargo de presidente del Directorio de la Compañía de Seguros del Estado de la Sociedad Anónima para el Seguro de Créditos e Inversiones a la Exportación. En febrero de 2006, fue nombrado viceministro de Finanzas hasta enero de 2007, cuando asumió la presidencia de JSC National Holding Kazagro. El 21 de noviembre de 2008, Smaiylov fue reelegido como viceministro de Finanzas. Desde el 27 de octubre de 2009, Smaiylov volvió a ocupar el cargo de presidente de la Agencia de Estadística de Kazajistán hasta agosto de 2014, cuando se convirtió en presidente del Comité de Estadística.
El 11 de diciembre de 2015, Smaiylov fue nombrado asistente del presidente de Kazajistán. Ocupó ese cargo hasta el 18 de septiembre de 2018, cuando se convirtió en ministro de Finanzas.
El 25 de febrero de 2019, se convirtió en el vice primer ministro de Kazajistán en el gobierno de Mamin. Al mismo tiempo, Smaiylov se desempeñó como ministro de Finanzas hasta el 18 de mayo de 2020, cuando fue reemplazado por Erulan Jamaubaev. Desde el 27 de mayo de 2020, Smaiylov es el representante de Kazajistán en la Comisión Económica Euroasiática.
Smaiylov fue nombrado primer ministro interino el 5 de enero de 2022 tras la dimisión del gabinete de Askar Mamin durante las protestas de 2022. El 11 de enero fue confirmado como primer ministro por el Parlamento de Kazajistán.